# Баян II (броненосен крайцер)
Баян (на руски: Баян), известен още и като Баян II, e броненосен крайцер на руския императорски флот. Той е кораб от едноименната серия „Баян“, който е кръстен на крайцера „Баян“, потопен в Порт Артур по време на Руско-японската война.

## Проектиране и постройка
След поражението в Руско-японската война Руския императорски флот се оказва без действаща и планирана корабостроителна програма. Освен това флота има спешна нужда да попълни проредените си редици.
„Баян“ е заложен на елинга на Адмиралтейските корабостроителници в Санкт Петербург на 5 август 1905 г., а е спуснат на вода на 2 август 1907 г. и влиза в строй на 1 юли 1911 г. Крайцера се отличавал незначително от първия „Баян“; най-съществените разлики са: промененото брониране; възможността за прибиране на бойните прожектори през деня под броня; разширяване на вътрешната комуникациоона връзка; поставянето на канали за всички кабели и проводи, които преминават през водонепроницаемите отсеци на кораба; замяна на дървените шкафове с метални и т.н.

## История на службата
„Баян“ участва в състава на 1-ва бригада крайцери на Балтийския флот в Първата световна война. На 17 октомври 1917 г. в състава на отряд („Баян“, „Слава“, „Гражданин“) под брейд вимпела на началника на морските сили на Рижкия залив, контраадмирал М. К. Бахирев участва в боя против отряда германски кораби по време на Моонзундската операция. От май 1918 г. е на консервация в пристанището на Петергург. Осем от 152 mm оръдия на крайцера са поставени на плаващите батареи на Онежката военна флотилия, взела участие в Гражданската война. Продаден е на 1 юли 1922 г. на руско-германското акционерно дружество „Деруметал“, а есента на 1922 г. е отбуксиран в Германия и е разкомплектован в Щетин. Изключен е от списъка на флота на 25 ноември 1925 г.

## Командири на кораба
- 2 октомври 1906 – 1907.16.07. Данилевский. Александр Александрович
- 16 юли 1907 – 1909.05.10. Иванов. Фьодор Николаевич
- 5 октомври 1909 – 1910.22.11. Шторе. Иван Александрович
- 11 ноември 1910 – 1913.23.12. Бутаков. Александр Григориевич
- 23 декември 1913 – 1916.15.07. Вейс. Александр Константинович
- 15 юли 1916 – 1917.06.11. Тимирев. Сергей Константинович
- 6 ноември 1917 – 1918.хх.04. Старк. Александр Оскарович